# Тагаурцы
Тагау́рцы (осет. Тæгиатæ) — историческое название части северных осетин-иронцев. Тагаурцы населяли восточную часть территории Северной Осетии — Тагаурское общество, и контролировали до середины XIX века дорогу (ныне Военно-Грузинская) проходившую через Дарьяльское ущелье, по которому они проживали.

## Расселение
В горах тагаурцы занимали ущелья рек Гизельдон (Кобанское ущелье, Даргавская долина), Геналдона (Санибанское ущелье) и Терека (Дарьяльское ущелье). На западе тагаурцы граничили с куртатинцами, на юге — с Тырсыгомским обществом, и грузинами-мохевцами. Восточными соседями тагаурцев было ингушское общество лоамарой, а северными — кабардинцы, и временами ногайцы.
На равнине тагаурские алдары основали аулы Хумаллаг (Инал Дударов), Брут (Шанаевы), Зильги (Джанхот Дударов), Беслан (Беслан Тулатов), Карджин (Хас-Магомет Дударов), Раздзог (Алхаст Кундухов). Аулы основанные не алдарами: Батако, Заманкул, Новый Батако, Эльхотово.

## История
Тагаурское общество сложилось как политический союз крупной Тагаурской гражданской общины и нескольких небольших самостоятельных общин-селений. Социальная структура Тагаурского общества была сложной. Независимыми общинами были селения Ганал, Джимара, Южный Ламардон и Северный Ламардон. Ещё две такие общины жили в Каккадуре и Санибе — совместно с тагиатами. В Ганале, Южном Ламардоне и Санибе выделились «сильные» фамилии, которые владели собственными пастбищами и имели зависимых людей. Но по богатству и знатности они уступали тагиатам — высшему сословию Тагаурской общины.

## Галерея

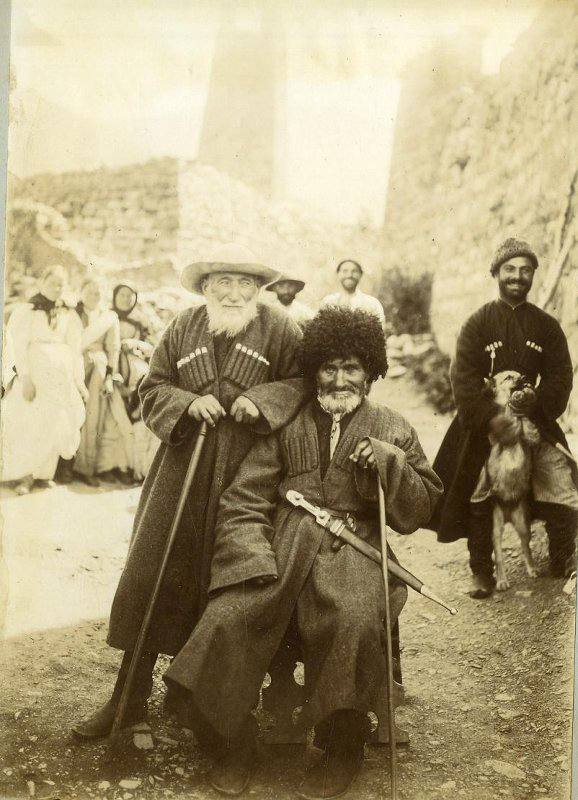
Кумалагов Дзахот и Хадзарагов Абрек
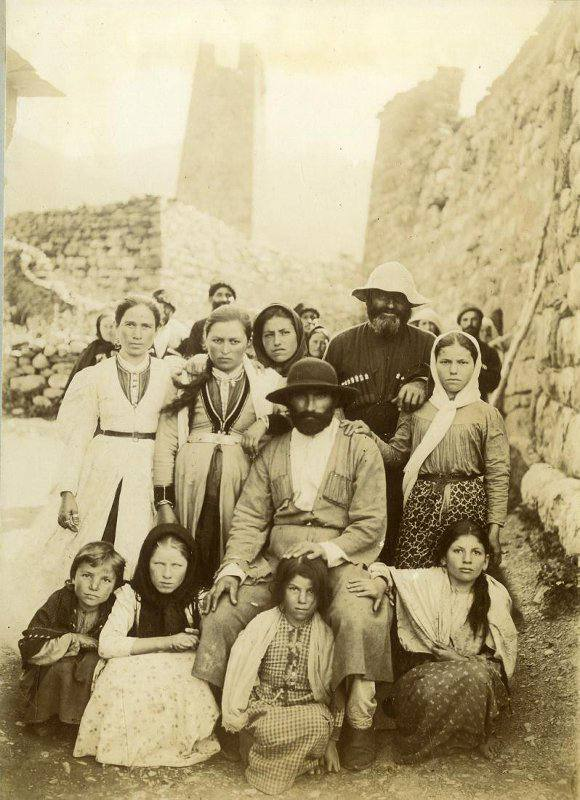
Хадзараговы
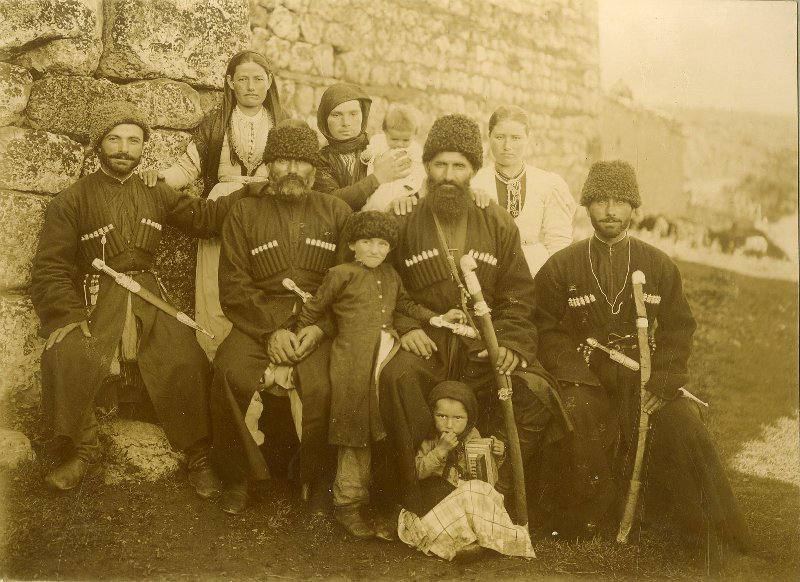
Мукаговы